# Francisco Mantero
Francisco Mantero é uma aldeia de São Tomé e Príncipe, localizada a Oeste da Ilha do Príncipe. Encontra-se nas proximidades do Morro Caixão e da localidade Lapa.